# Haji (Schauspielerin)
Haji (* 24. Januar 1946 in Québec; † 10. August 2013), eigentlich Barbarella Catton, war eine kanadische Schauspielerin.

## Karriere
Haji wurde vor allem durch ihre Rollen in Filmen des US-amerikanischen Regisseurs Russ Meyer bekannt. Angefangen mit Die Satansweiber von Tittfield über Motorpsycho … wie wilde Hengste, (Motorpsycho), Good Morning and… Goodbye! und Supervixens – Eruption. Weitere Rollen hatte sie im Horrorfilm Big Foot – Das größte Monster aller Zeiten und in John Cassavetes’ Gangsterfilm Die Ermordung eines chinesischen Buchmachers. Ihren letzten Filmauftritt hatte sie 2003 in Killer Drag Queens on Dope.

## Filmografie (Auswahl)
- 1965: Motorpsycho … wie wilde Hengste (Motor Psycho)
- 1965: Die Satansweiber von Tittfield (Faster, Pussycat! Kill! Kill!)
- 1967: Guten Morgen... und auf Wiedersehen (Good Morning... and Goodbye!)
- 1970: Big Foot – Das größte Monster aller Zeiten (Bigfoot)
- 1970: Blumen ohne Duft (Beyond the Valley of the Dolls)
- 1975: Supervixens – Eruption (Supervixens)
- 1976: Ilsa – Haremswächterin des Ölscheichs (Ilsa, Harem Keeper of the Oil Sheiks)
- 1976: Die Ermordung eines chinesischen Buchmachers (The Killing of a Chinese Bookie)
- 1978: Wie Engel in der Hölle (Hughes and Harlow: Angels in Hell)
- 1981: Macabra – Die Hand des Teufels (Demonoid: Messenger of Death)
- 2001: The Double-D Avenger
- 2003: Killer Drag Queens on Dope